# Catherine Oxenberg

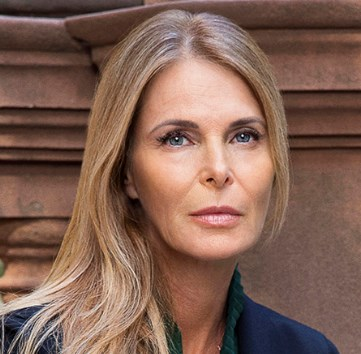
Catherine Oxenberg (2012)

Catherine Oxenberg mit Ronald Reagan (1987)

Catherine Oxenberg, auch Catherine van Dien (serbisch Катарина Оксенберг Katarina Oksenberg, * 22. September 1961 in New York), ist eine US-amerikanische Schauspielerin. Sie ist die Tochter des Kleiderfabrikanten Howard Oxenberg (1919–2010), eines engen Freundes der Familie Kennedy, und der ehemaligen Prinzessin Elisabeth von Jugoslawien.

## Karriere
Bekannt wurde Oxenberg durch die Fernsehserie Der Denver-Clan, in der sie von 1984 bis 1986 die Rolle der Amanda Carrington spielte. Hierfür wurde ihr auch ein Bambi verliehen.
Im Kino war sie u. a. 1988 in der Bram-Stoker-Verfilmung Der Biss der Schlangenfrau von Ken Russell zu sehen. Sie wirkte in verschiedenen Fernsehproduktionen mit, so 2001 in The Miracle of the Cards mit Thomas Sangster, der Verfilmung der wahren Geschichte über den zehnjährigen krebskranken Craig Shergold. Außerdem spielte sie in zwei Fernsehfilmen die Rolle der Prinzessin Diana. 2008 war sie neben ihrem Mann Casper Van Dien in Starship Troopers 3: Marauder in einer Gastrolle zu sehen.

## Privates
Am 12. Juli 1998 heiratete sie den Filmproduzenten Robert Evans, die Ehe wurde aber bereits neun Tage später annulliert. Am 8. Mai 1999 heiratete sie den Schauspieler Casper van Dien. Die Scheidung wurde im September 2015 eingereicht. Sie hat drei leibliche Töchter (* 1991, 2001, 2003), sowie zwei Stiefkinder (* 1993, 1996).
Im Juli 2007 erhielt Oxenberg einen serbischen Pass und besitzt jetzt neben der US-amerikanischen auch die serbische Staatsbürgerschaft.

## Filmografie (Auswahl)

### Film
- 1988: Der Biss der Schlangenfrau (The Lair of the White Worm)
- 1990: Bony: Fahrt in den Tod (Bony, TV-Film)
- 1990: Die Fratze des Todes (Overexposed)
- 1999: The Omega Code
- 2008: Starship Troopers 3: Marauder
- 2014: The Legend of Sleeping Beauty – Dornröschen (Sleeping Beauty)
- 2015: Ratpocalypse
- 2020: Acquitted by Faith

### Fernsehen
- 1982: Die Romanze von Charles und Diana (The Royal Romance of Charles and Diana)
- 1984–1986: Love Boat
- 1984–1986: Der Denver-Clan (Dynasty)
- 1989: Ananas und blaue Bohnen (Trenchcoat in Paradise)
- 1991: Projekt 9000 (K-9000)
- 1992: Night Line (Sexual Response)
- 1993: Blond und tödlich (Rubdown)
- 1994: Labyrinth der Liebe (Treacherous Beauties)
- 1994: Acapulco H.E.A.T. (1. Staffel)
- 1995: Die Nanny (Folge 3.07 "Damenwahl")
- 1998: Zwei ungleiche Schnüffler (Catch Me If You Can)
- 1999: Robbie und Matt – Außer Rand und Band (Boys Will Be Boys)
- 1999: König Artus in L.A. (Arthur’s Quest)
- 1999: Time served – Hölle hinter Gittern (Time Served)
- 1999: Fast Money – Zwei Typen fürs Grobe (The Collectors)
- 1999: Zeitreise in die Katastrophe (The Time Shifters)
- 2000: Road Rage (A Friday Night Date)
- 2000: Sanctimony – Auf mörderischem Kurs (Sanctimony)
- 2001: (Baywatch Hawaii) "(Folge 3.11 Sponsor gesucht!)"
- 2002: Hetzjagd durch St. Petersburg (Perilous)
- 2005: Premonition – Albträume werden wahr (Premonition)
- 2010: The Dog Who Saved Christmas Vacation
- 2015: Sharktopus vs. Whalewolf